# ショックコーン

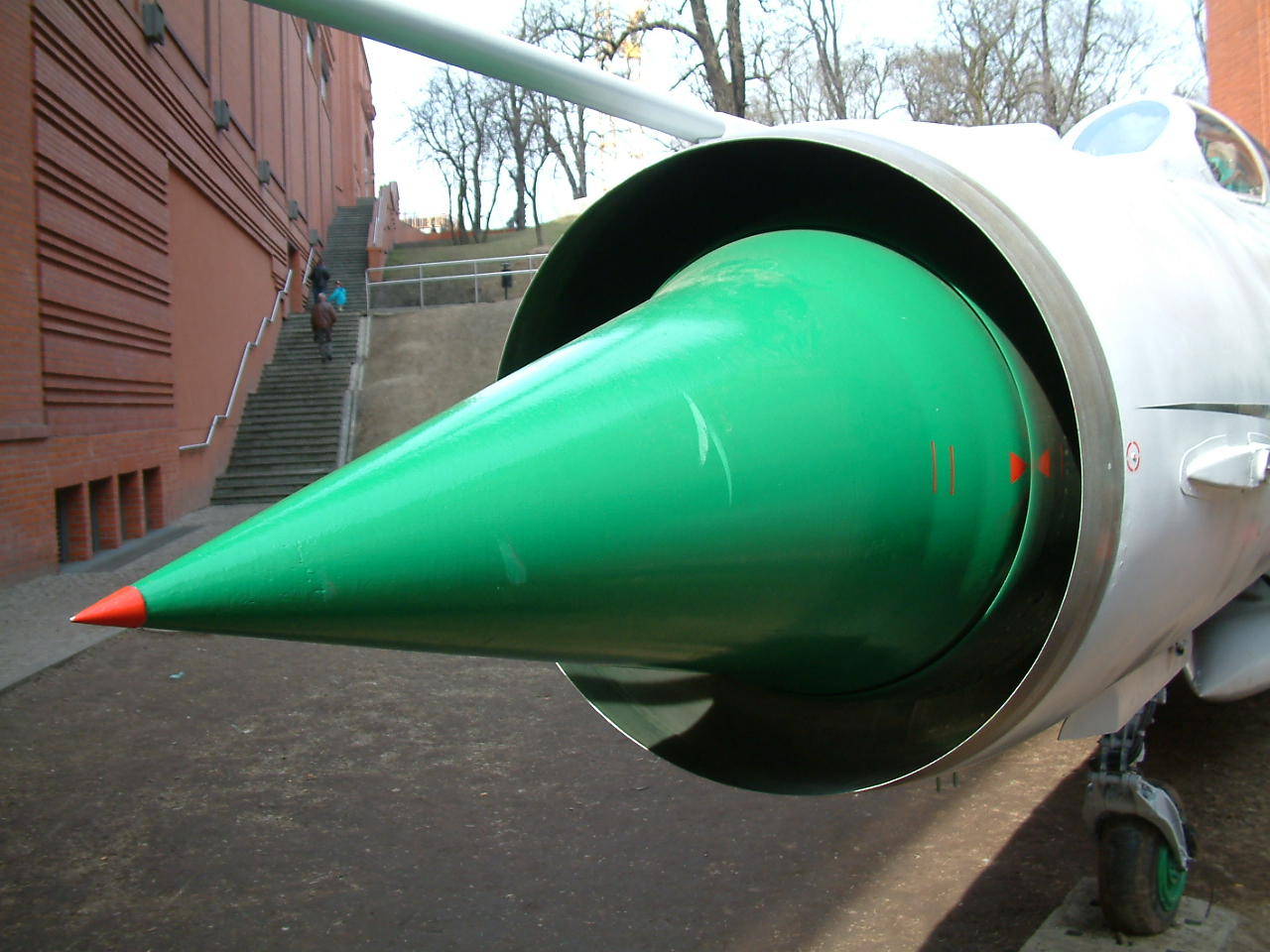
Mig-21のショックコーン

ショックコーンとは超音速機のエアインテイクに設置される装置のひとつである。

## 目的
ジェットエンジンが効率よく働くには、必要な空気量が乱流無く一定の圧力でエンジンに取り入れられる必要がある。しかし遷音速や超音速になると衝撃波によって乱流が発生し、また低速の境界層の吸い込みなどによって圧力分布に乱れが生じることで、エンジンが必要な空気を吸い込めなくなったり、圧力ディストーションと呼ばれる現象によってエンジンが正しく動作できない状況に陥る。そういった状況を回避するために衝撃波をコントロールし、エンジンが取り入れる空気を亜音速に減速するためにショックコーンが利用される。
しかしマッハ数によって衝撃波の発生する位置や角度は異なるため、これを調整するためにショックコーンを前後に可動させるための機構や制御装置が組み入れられる。ただし、これらは部品点数を増加させ、価格を上げ、重量の増加を招くことから「広いマッハ数に対応」する必要がなければ（マッハ2程度までであれば）固定式として省略されることもある。逆に、ブースターによって超音速まで加速されるために低速を考慮する必要がないミサイルなどに使われるラムジェットエンジンは、高マッハでの最適位置で固定される。
ただし、ジェットエンジンがタービンで空気を圧縮・燃焼するのに対して、ラムジェットエンジンはラム圧によって圧縮された空気を燃焼する形式のエンジンを指すので、高マッハで飛行することやショックコーンの有無は直接は関係がない。ローター端に備えたラムジェットエンジンで飛行するチップジェットでは、超音速もショックコーンも考慮されない。

## 歴史
超音速機が実用化され始めた頃は亜音速機とあまり変わらないエアインテイクを持っていた。このため超音速飛行においてエンジンの効率が低下し損傷しやすくなるという問題があったが、当時は衝撃波を制御するという発想がなかった。
ショックコーンの効能の研究についてはソビエトが先行しており、機首に空気取入口を持つMiG-19にレーダーを搭載するためにレドームをインテーク内に設置したところ性能が向上したことが発端となっている。のちのMiG-21につながる計画案のひとつであるYe-2では、すでに機首に可変式のショックコーンを備えていた。
ソビエトのミグ設計局やスホーイ設計局が、機首の空気取入口にコーンを設置する一方で、フランスはミラージュIIIからミラージュ2000までのミラージュシリーズで、胴体側面の空気取り入れ口に1/2円錐の可動式ショックコーンを採用した。アメリカはF-104でミラージュ同様の1/2円錐（固定式）を採用したほか、ラムジェットで飛行するSR-71が円錐形を採用した。また、F-111で1/4円錐の可動式ショックコーンを採用しているが、他国の可動式とは違ってコーンが「伸びる」最大径が「膨らむ」という、インテークダクト前縁が前後に「可動する」機構と併せて、複雑極まりないものであった。これは初期にコンプレッサーストールの多発や音速を超えられないなどのトラブルを招き、トリプルプラウIと名付けられた改善を施されるが、それでも最高速度などに制限が付いたままであり、改良を重ねてトリプルプラウIIIとして一応の解決を見るには1968年を待たねばならなかった。
アメリカでは50年代末にはF-4でスプリッターベーンと境界層吸引、A-5で二次元可変空気取入口を実用化しており、ソビエトも大型レーダー搭載の要求からTu-128やMiG-23、Su-15からは空気取入口を機首から胴体側面へ移した設計となっていった。Tu-128は量産されたソ連製超音速軍用機では唯一機種だけ1/2円錐のショックコーンを搭載していたが、MiG-23やSu-15からはスプリッターベーンと境界層吸引に変更された。
70年代に入ると戦術思想の変化からマッハ2を超える速度要求がなくなり、簡易軽量な固定式空気取り入れ口が主流となっている
90年代からダイバータレス超音速インレットの研究が行われた。インテーク部のバンプと呼ばれる盛り上がりは一見すると1/2円錐のショックコーンに似ているが、インテークダクト内の衝撃波をコントロールするためのショックコーンと異なり、境界層の気流をインテークから遠ざける働きをする。従来その役目を担ってきたダイバータはレーダーなどの電波を反射しやすい箇所であったが、これを廃することでRCSにおいて有利に働くことが期待されている。ステルス戦闘機であるF-35でも採用されているが、中国製戦闘機ではより積極的に採用されており、国産新型機は試作機や初期型でダイバータを採用していたものも含めて、現在ではすべてダイバータレスインレットを装備している。

## 写真

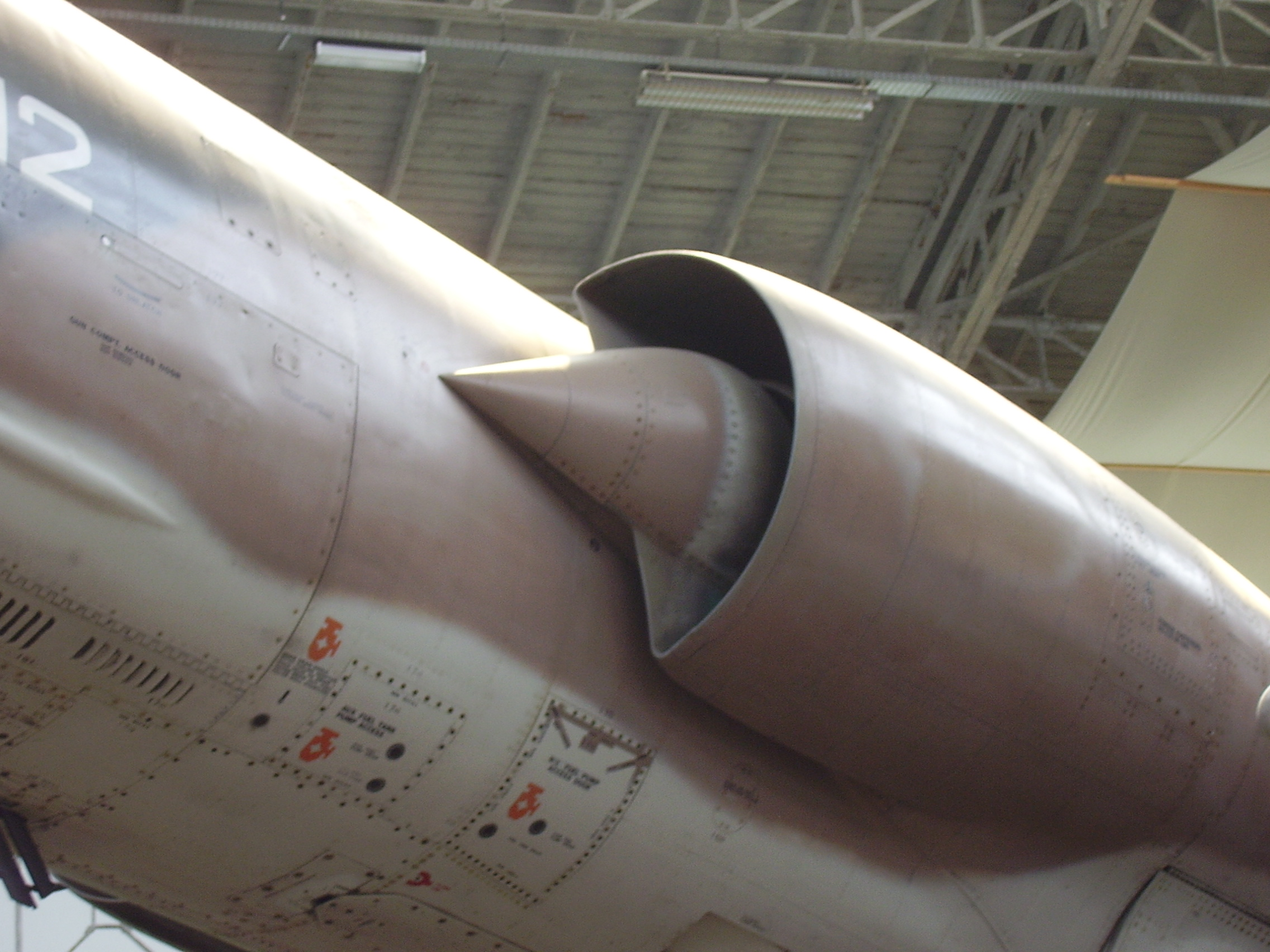
F-104の固定式コーン
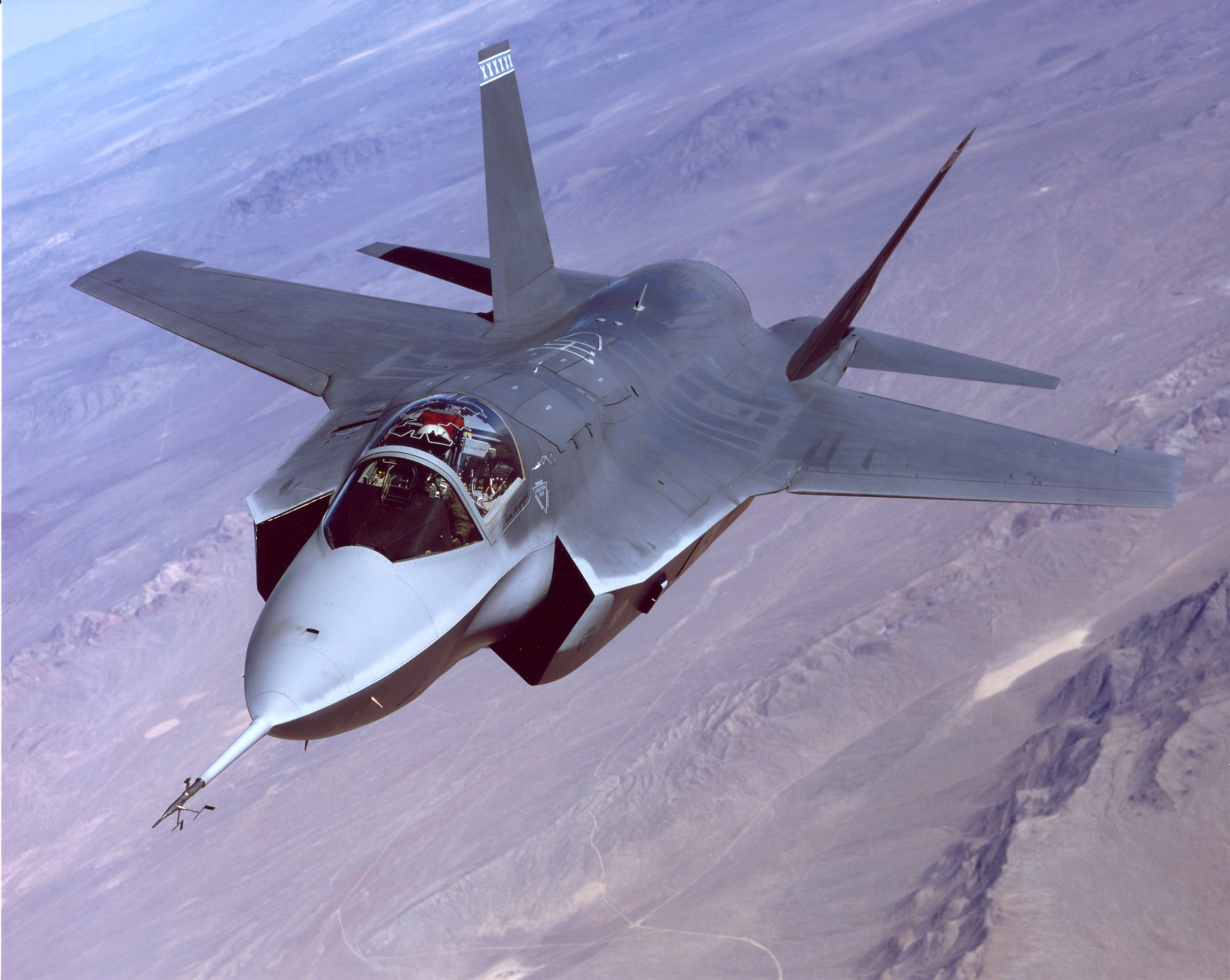
X-35の固定式コーン
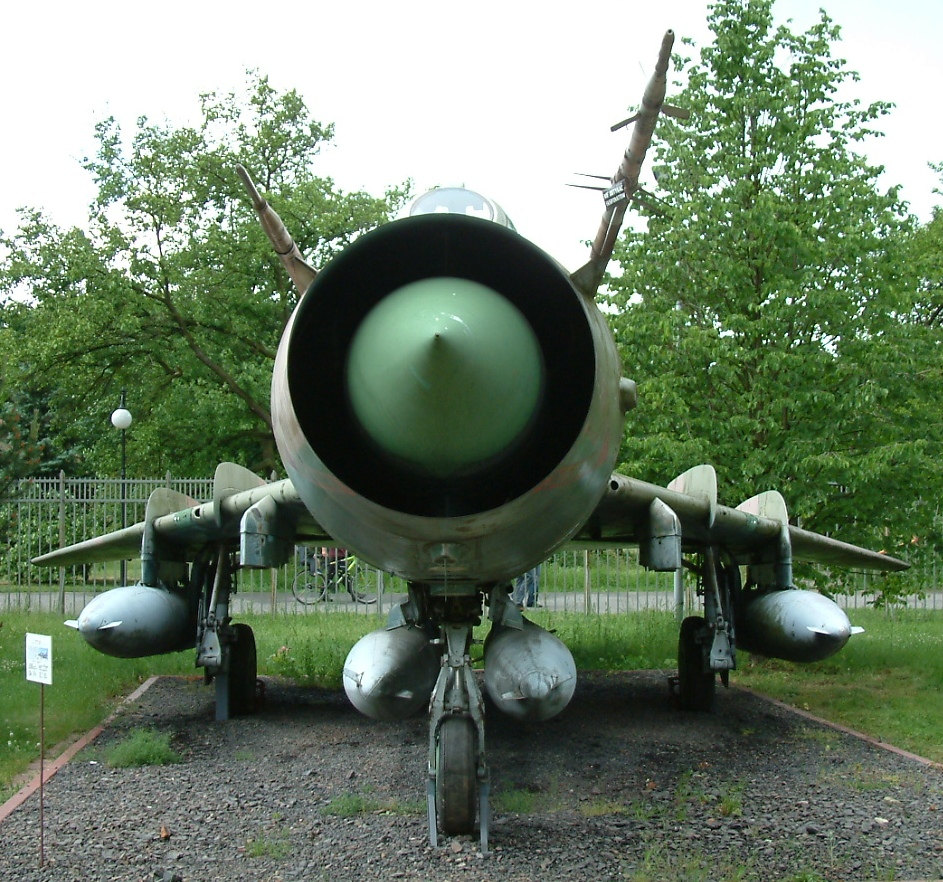
Su-20の可動コーン
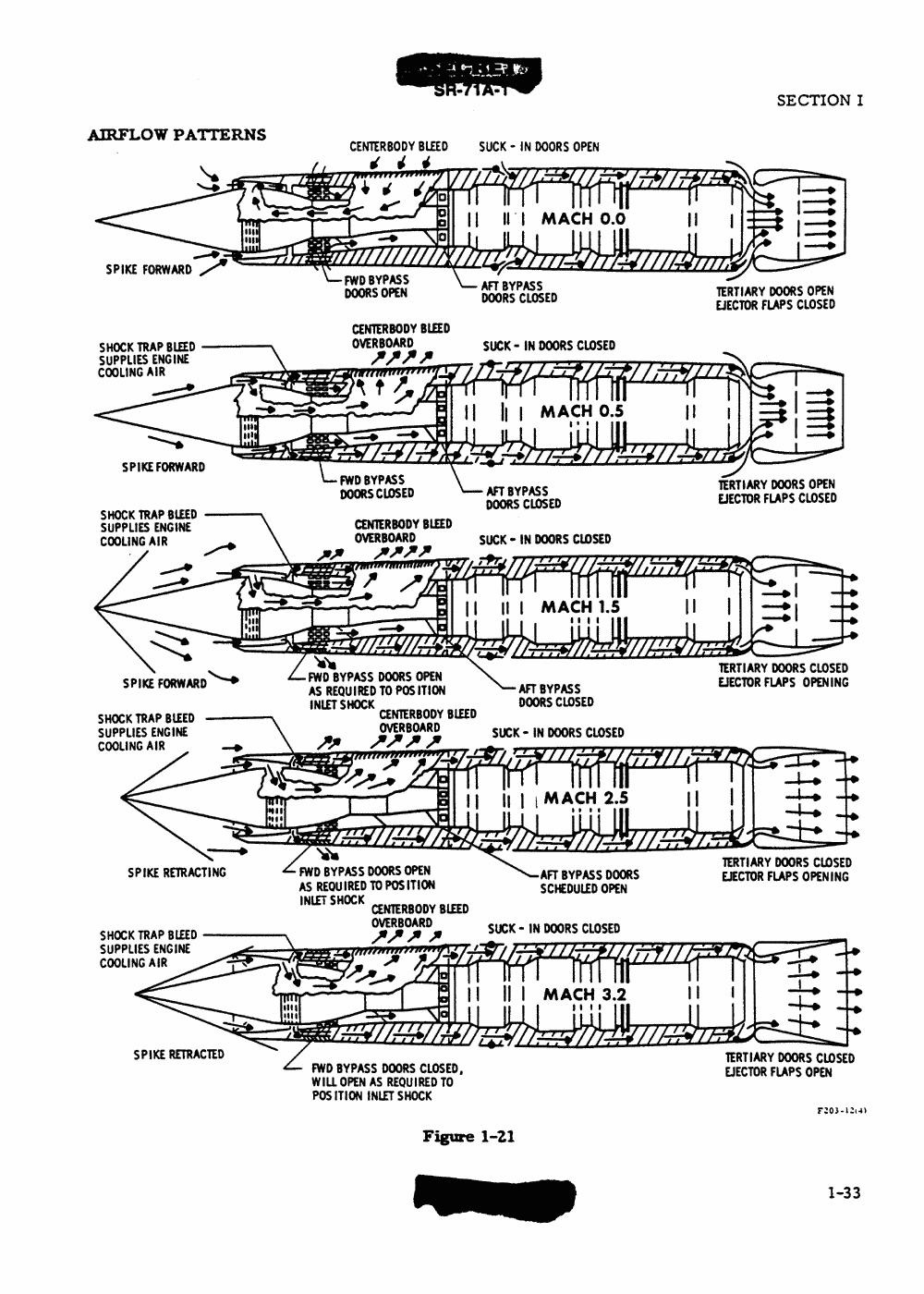
SR-71のショックコーン。音速を超え、さらに高速になると後方へ移動する
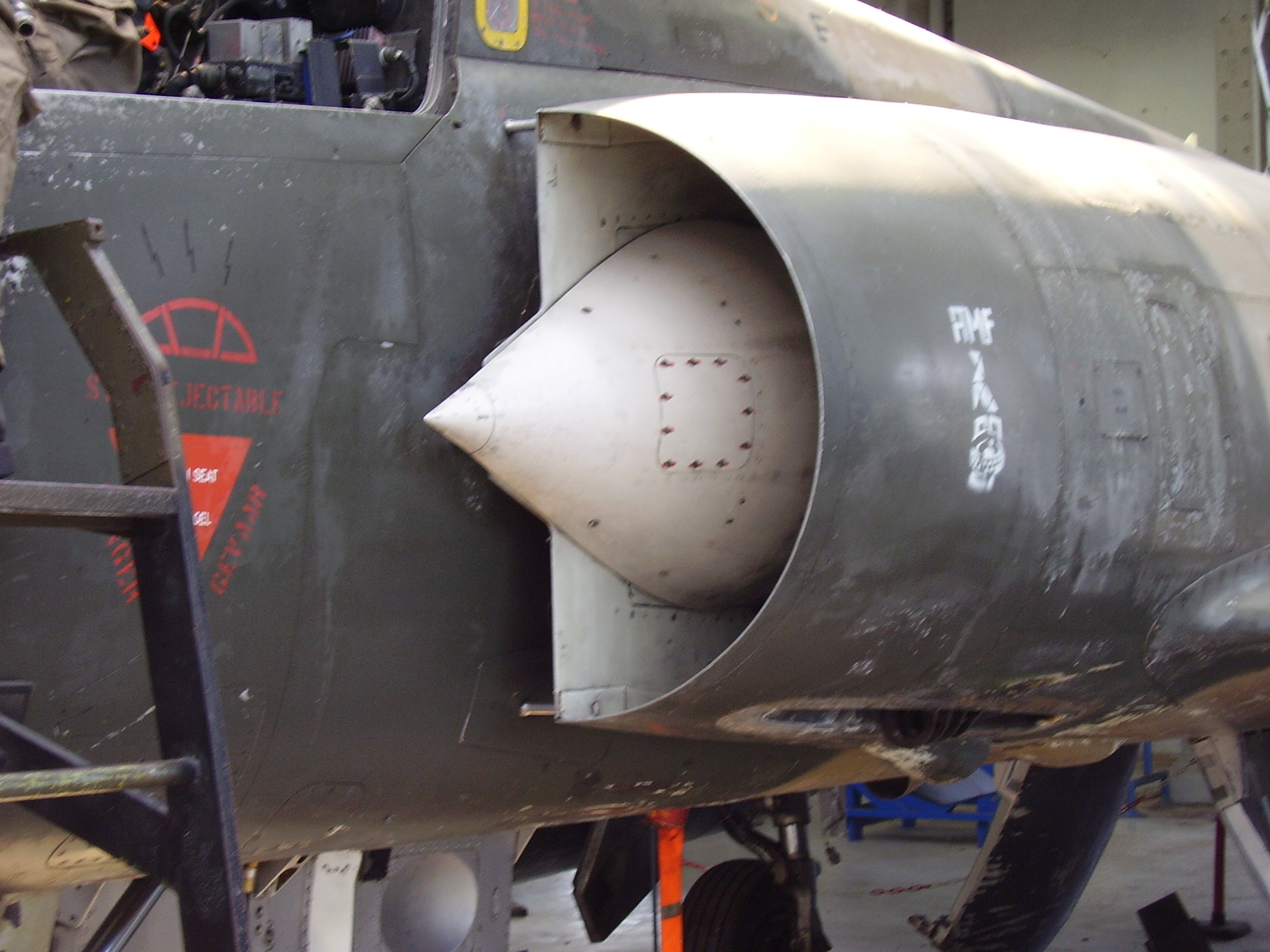
ミラージュ IIIのハーフコーン
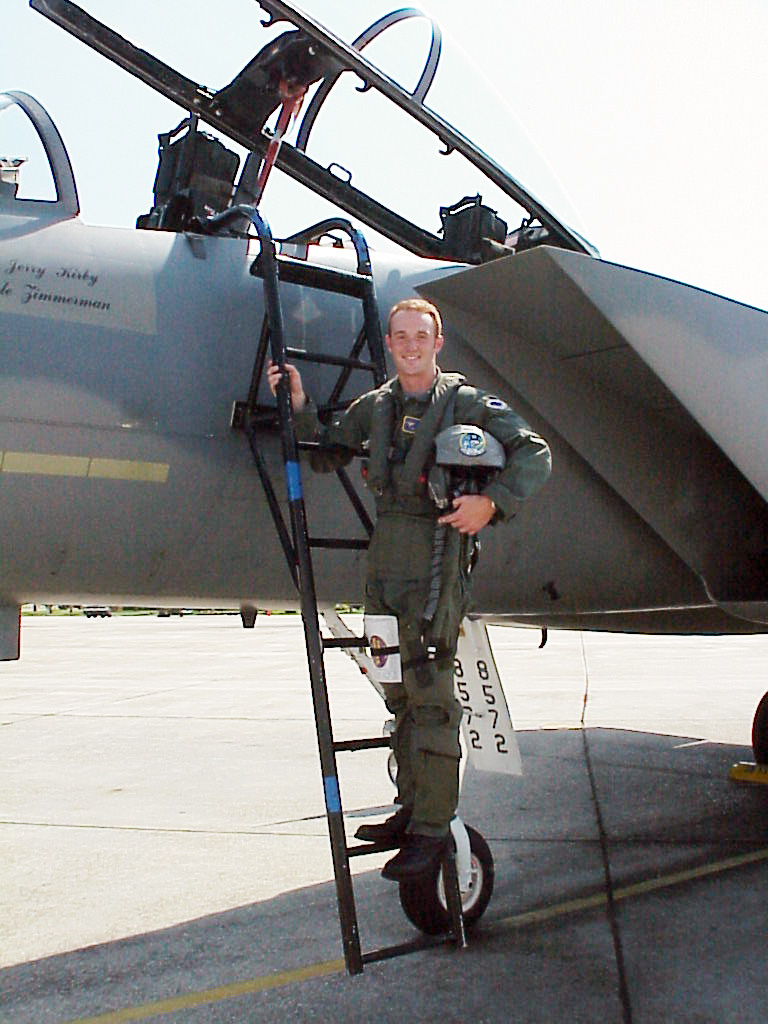
F-15の空気取り入れ口。上端部分がファーストランプ、継ぎ目以降がセカンドランプと呼ばれ、その奥にはさらにサードランプ、ディフーザーランプと続き、ダクト上面には境界層の排出口や流量を調整するバイパスドアがある。これらはAIC(Air Inlet Conrtol)によって動作し、ダクトの断面積や内壁の角度が最適な空気流量や圧力になるように自動で調節される。